# Gavilimomab
Gavilimomab (còn được gọi là ABX-CBL) là một kháng thể đơn dòng chuột được sử dụng như một phương pháp điều trị sinh học ức chế miễn dịch của ghép kháng glucocorticoid so với bệnh chủ. Nó liên kết với kháng nguyên CD147. Gavilimomab tỏ ra kém hiệu quả hơn một chút so với liệu pháp globulin chống huyết khối tiêu chuẩn.
Ban đầu nó được phát triển bởi Abgenix, mà sau đó được Amgen mua lại.